# Yaracuy
Yaracuy (tiếng Tây Ban Nha: Yaracuy) là một bang nằm ở phía tây bắc Venezuela. Thủ phủ của bang là thành phố San Felipe. Bang Yaracuy có diện tích 7.100 km² và dân số khoảng 600 nghìn người, là bang đông dân thứ 18 của Venezuela. Bang tiếp giáp với bang Falcon về phía bắc, bang Carabobo về phía đông, bang Cojedes và Portuguesa về phía nam, và bang Lara về phía tây. Phần lớn diện tích của bang Yaracuy là đồi núi.